# Dong Yanmei
Dong Yanmei (Xuengdong, 16 februari 1977) is een Chinese langeafstandsloopster, die gespecialiseerd is in de 5000 m en 10.000 m. Op de 5000 m werd ze eenmaal Chinees kampioene en heeft zij in 1997 twee dagen het wereldrecord in handen gehad. Sinds 1998 is ze wereldrecordhoudster op de Ekiden.

## Loopbaan
Als jong atlete werd Yanmei door de omstreden Ma Junren getraind, die bekendstond om zijn zwaar trainingsregiem en sterke Chinese atletes die hij afleverde. Geregeld liet hij atleten op grote hoogte afstanden langer dan een marathon lopen.
In 1997 won Yanmei een gouden medaille op de 10.000 m bij de Chinese Spelen in Shanghai. Ze verbeterde in de kwalificatieronde het vijf jaar oude wereldrecord op de 5000 m naar 14.31,27, nadat ze twee dagen eerder met een tijd van 30.38,09 de 10.000 m gewonnen had. In de finale liep ze met 14.29,82 nog sneller, maar werd ze door haar landgenote Jiang Bo (14.28,09) verslagen, die eerder in de voorrondes ook onder het wereldrecord was gebleven. Een paar dagen later won ze de marathon van Dalian in 2:28.09.
Op 28 februari 1998 liep Yanmei in Peking samen met haar teamgenotes Jiang Bo, Zhao Fengting, Ma Zaijie, Lan Lixin en Lin Na een wereldrecord op de Ekiden van 2:11.41. Op 24 november 2003 liep het Ethiopische team nog 19 seconden sneller, maar dit wereldrecord is niet erkend. Sinds 2002 heeft ze geen wedstrijden meer op topniveau gelopen.
Dong Yanmei is een van de atletes die in september 2000 na een opmerkelijke dopingcontrole door de Chinese autoriteiten uit de olympische selectie werden gezet. Een jaar later won ze de 5000 m en 10.000 m op de Universiade van Peking. Op het WK in de Canadese stad Edmonton dat jaar werd ze vierde op de 5000 m.

## Titels
- Chinees kampioene 5000 m - 2000

## Persoonlijke records
Outdoor
| Onderdeel | Prestatie        | Datum           | Plaats   |
| --------- | ---------------- | --------------- | -------- |
| 1500 m    | 3.55,07          | 18 oktober 1997 | Shanghai |
| 3000 m    | 8.33,07          | 28 juni 2000    | Athene   |
| 5000 m    | 14.29,82 (ex-WR) | 23 oktober 1997 | Shanghai |
| 10.000 m  | 30.38,09         | 19 oktober 1997 | Shanghai |

Indoor
| Onderdeel | Prestatie | Datum         | Plaats   |
| --------- | --------- | ------------- | -------- |
| 1500 m    | 4.16,62   | 9 maart 2002  | Shanghai |
| 3000 m    | 8.41,34   | 10 maart 2001 | Lissabon |

## Palmares

### 3000 m
Kampioenschappen
- 2001: 5e WK indoor - 8.41,34

Golden League-podiumplek
- 2000:  Meeting Gaz de France – 8.36,25

### 5000 m
- 1997:  Chinese Spelen - 14.28,82
- 2001:  Chinese Spelen - 14.51,58
- 2001:  Universiade - 15.30,28
- 2001:  Oost-Aziatische Spelen - 15.32,71
- 2001: 4e WK - 15.10,73

### 10.000 m
- 1997:  Chinese Spelen - 30.38,09
- 1998:  Goodwill Games - 32.59,85
- 2001:  Chinese Spelen - 31.43,59
- 2001:  Universiade - 32.45,14
- 2001:  Oost-Aziatische Spelen - 32.30,35

- World Athletics: 14266534
- Nederlandse Thesaurus van Auteursnamen: 146379241
- Virtual International Authority File: 288616710
- WorldCat: E39PBJy4dCrG3D3WV7FvJrbjmd